# Морейра, Стивен
Стивен Морейра (фр. Steven Moreira; род. 13 августа 1994, Нуази-ле-Гран) — кабо-вердианский футболист с французскими корнями, правый защитник американского клуба «Коламбус Крю» и национально сборной Кабо-Верде

## Клубная карьера
Молодёжную карьеру провёл в клубах «Торси» и «Ренн». В последнем в 2013 году начал профессиональную карьеру. 30 августа 2016 года за 1,2 миллиона евро перешел в «Лорьян», подписав четырехлетний контракт. Свой первый профессиональный гол он забил в ворота «Ланса» во втором раунде Кубка лиги.
10 августа 2018 года Морейра подписал трёхлетний контракт с «Тулузой». Он был дисквалифицирован на три матча после красной карточки, полученной во время матча против «Марселя» 24 ноября 2019 года. 15 февраля 2020 года ему была показана красная карточка за фол на Адаме Унасе, что привело к еще одной дисквалификации на три матча. 20 марта 2021 года Морейра получил красную карточку в проигрышной игре против «Ньора» (0:1), в результате чего был дисквалифицирован на три матча.
В августе 2021 года Морейра в качестве свободного агента подписал контракт с возможностью продления до конца сезона 2023 с американским клубом «Коламбус Крю». Всего за свой первый сезон он принял участие в восьми матчах, в том числе дебютировал за команду в Кубке Чемпионов.
27 августа 2022 года Морейра забил свой первый гол за «Коламбус», сравняв счёт на 96-й минуте в матче против «Цинциннати» (2:2).

## Карьера за сборную
Морейра родилась во Франции и имеет корни из Кабо-Верде. Он выступал на различных уровнях юношеских сборных Франции. Он играл на чемпионате Европы среди юношей до 19 лет в 2013 году, на котором французы заняли второе место. Его вызвали в сборную Кабо-Верде на товарищеский матч в октябре 2023 года. 12 октября он дебютировал за Кабо-Верде в проигрышной игре против Алжира (1:5). Был включён в состав сборной на Кубок африканских наций 2023.

## Достижения

### «Коламбус Крю»
- Обладатель Кубка MLS: 2023
- Обладатель Кубка Чемпионов: 2021
- Обладатель Кубка лиг: 2024